# Ланге, Матьё
Матьё Ланге (полное имя Карл Матьё Ланге, нем. Carl Mathieu Lange, однако первым именем Карл после 1950 г. не пользовался; 28 января 1905 года, Дюрен — 25 мая 1992 года, Бохум) — немецкий дирижёр.
Окончил Кёльнскую высшую школу музыки и дебютировал за пультом Кёльнской оперы. Затем работал в Мюнстере, в 1937—1943 гг. возглавлял театральный оркестр в Гёттингене, а затем работал в Ганноверской опере до тех пор, пока театр не был уничтожен бомбёжкой в конце Второй мировой войны. По окончании войны в 1945 году начал дирижировать оперными постановками на временной сцене Дармштадтской оперы (театр в Дармштадте также был разбомблен), годом позже вместе с Вольфгангом Штайнеке стоял у истоков Международных летних курсов новой музыки. В 1948 г. начал сотрудничать с берлинской Комише опер. Как оперный дирижёр Ланге приобрёл известность интересом к редкому старинному репертуару: им были, в частности, осуществлены германские премьеры таких сочинений, как «Торжество чести» Алессандро Скарлатти и «Поединок Танкреда и Клоринды» Клаудио Монтеверди.
Новый и важнейший этап в карьере Ланге начался в 1950 году, когда он возглавил Берлинскую певческую академию (в первый раз Ланге дирижировал этим коллективом чуть раньше, в ноябре 1949 года). Оставаясь на этом посту до 1973 года, Ланге провёл множество концертов в Германии, Франции, Швеции, Польше и т. д. Среди значительных событий — возрождение ряда забытых произведений, в том числе оратории Карла Филиппа Эммануила Баха «Израильтяне в пустыне» и юношеского Te Deum Жоржа Бизе, премьеры нескольких новых сочинений (в том числе кантаты «Музы Сицилии» Ханса Вернера Хенце).
После 1973 года жил в Бохуме, вплоть до 1991 года выступал как приглашённый дирижёр.